# يوهان كونراد برونر
يوهان كونراد برونر (ولد 16 يناير 1653 ــ 2 أكتوبر 1727) كان عالم تشريح سويسري، ويُعرف بالغالب على عمله في البنكرياس والاثنا عشر.

## حياته
برونر ولد في ديزنهوفن، ودرس الطب في شافهاوزن، ستراسبورغ، أمستردام، لندن و باريس. في شافهاوزن درس تحت جوهان جاكوب ويبفر (1620 ــ 1695)، والذي كان أيضاً أبوه الغير شرعي. ولقد نال الدكتوراه في 1672 من جامعة ستراسبورغ. بداية من 1686 كان البروفيسور في علم التشريح والطب في جامعة هايدلبرغ. في 1716 برونر عُين كطبيب شخصي لكارل فيليب الثالث الكونت للبالاتينات الانتخابية. تم منحه العديد من الأوسمة طوال فترة حياته ومنها وسام الفروسية مع اللقب «برون فون هامرستين». توفي في 1727 في مانهايم، ألمانيا.

### أعماله المكتوبة
- Poetum monstrosum et bicipitem, Diss. med. Strassburg 1672
- De glandulis in duodeno intestino detectis, Heidelberg 1687
- Experimenta nova circa pancreas; accedit diatriba de lympha et genuina pancreatis usu, Amsterdam 1682, nov ed.: Leyden 1722